# Evelyn Keyes
Evelyn Keyes (født 20. november 1916, død 4. juli 2008) var en amerikansk skuespillerinde. Hun var blandt andet kendt for Borte med blæsten.